# Mary Fallin
Mary Fallin (Warrensburg (Missouri), 9 december 1954) is een Amerikaans politicus van de Republikeinse Partij. Van 2011 tot 2019 was ze, als eerste vrouw in de geschiedenis, gouverneur van de Amerikaanse staat Oklahoma. Eerder was ze van 2007 tot 2011 afgevaardigde voor het 5e district van Oklahoma.